# 茫崖站
茫崖站（开通时命名为花土沟站）是格库铁路上的一座车站，位于中华人民共和国青海省‌海西蒙古族藏族自治州茫崖市花土沟镇，茫崖站为客货三等站，茫崖站自2020年6月30日起投用并对外办理客运业务。

## 背景和建设

### 背景
茫崖市位于柴达木盆地的西北部，有古丝绸之路羌中道经过。茫崖市面积为4.99万平方千米，占海西蒙古族藏族自治州全州六分之一。茫崖市于2018年12月27日设为县级市，是一座石油城市。茫崖市有户籍人口和常住人口分别为5.4万人和1.87万人。2020年6月30日前茫崖市居民仅依靠公路和航空出行，尚无铁路连接。

### 建设
格库铁路隶属于中华人民共和国“十二五”综合交通运输体系规划。2013年9月，中国铁路总公司对格库铁路沿线进行踏勘，其中获同意的宏观走向方案经由花土沟。格库铁路青海段于2014年12月15日开工建设，建设项目包括花土沟站。2017年5月26日，格库铁路青海段开始铺轨，2019年6月16日完成。2020年6月30日格库铁路通车运营，花土沟站投用。2024年7月22日格库铁路青海段扩能工程开工，包括改造花土沟站。同年8月13日，花土沟站更名为茫崖站。10月15日扩能工程完工，现时茫崖站是格库铁路全线最大中间站。

## 运营

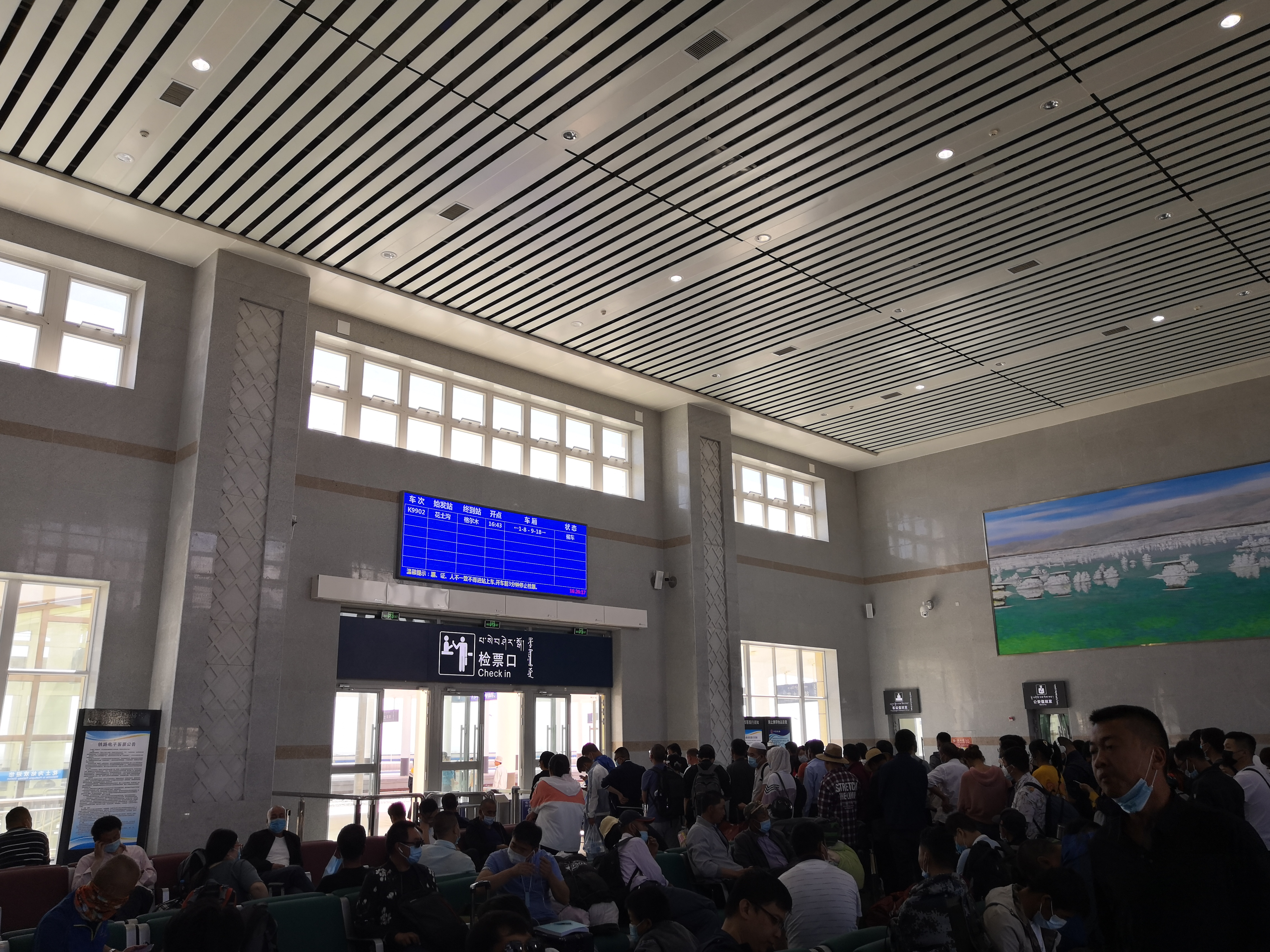
茫崖站站厅内景

茫崖站开通初期仅于一、三、五、日开行列车，后改为每日开行。目前青藏铁路公司依托茫崖站开行至格尔木的K7603/4次列车。茫崖站曾开行有K9805/6次和K9901/2次列车，终点站为西宁市。车站设有两台自助售票机，便利旅客办理购票、退票、改签等业务。茫崖货站有5名职工，单日吞吐量可达3500多吨。截至2024年6月底，茫崖站已运输旅客15万人次，经由24376列货车运出货物142万吨。

## 作用
茫崖站的开通结束了茫崖市没有火车的历史，丰富了茫崖市的交通网络。同时便利了前往茫崖市进行观光、旅游、经商活动等的旅客。该站开通还完善了中国西部铁路网，还增加了青新两地的运输渠道。同时茫崖站的开通亦推动丝绸之路经济带发展。